# Falucho (embarcación)

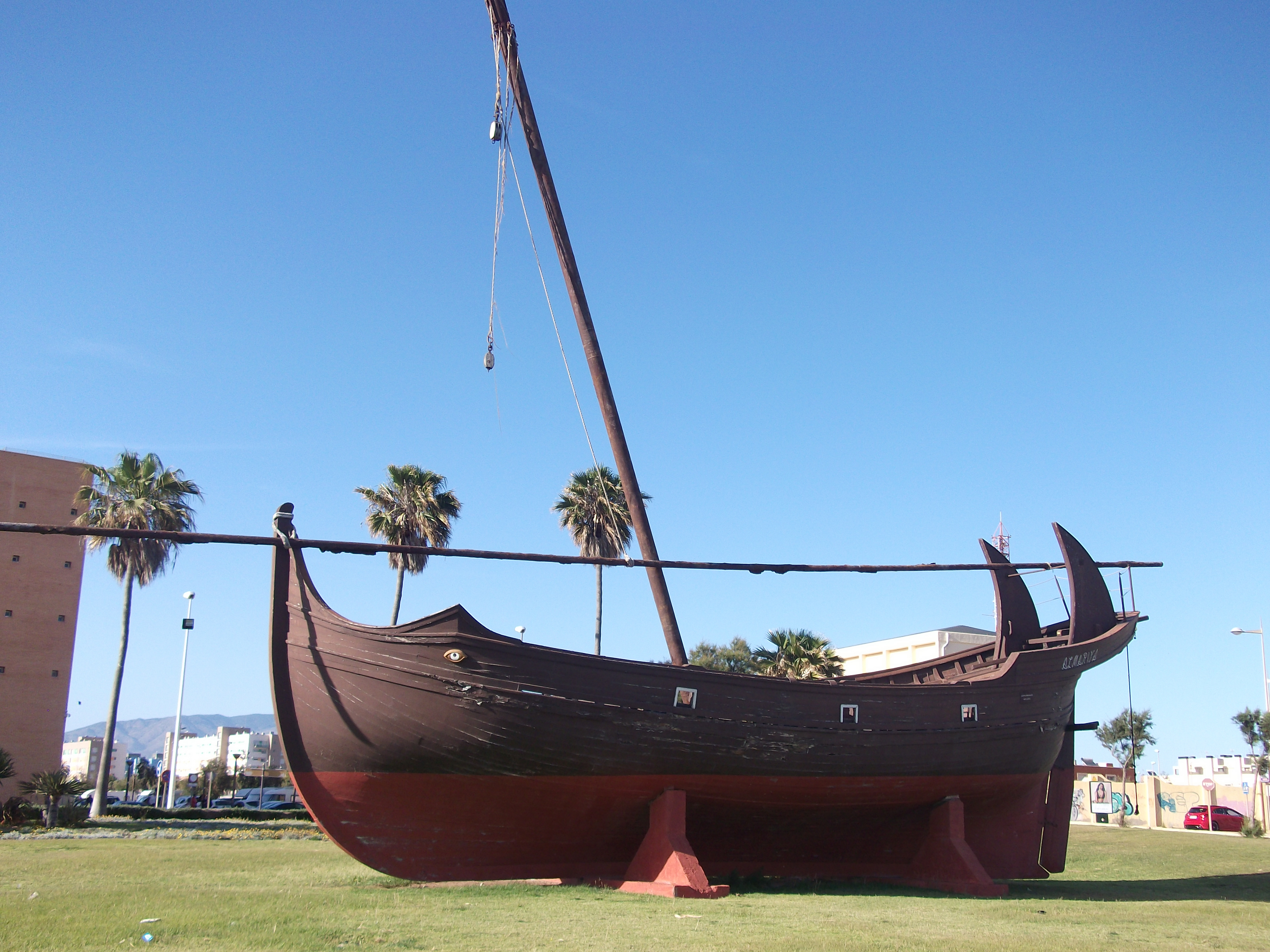
Réplica de un falucho hispano-musulmán de los siglos X - XIV.

El falucho es una embarcación pequeña cuya característica principal es que su mástil va muy inclinado hacia proa y que la vela que iza es latina de gran superficie.
Los faluchos despojados de su arboladura y velamen se utilizan en competición de remos.
Aunque varían en tamaño y estilo, todos los faluchos tienen una proa puntiaguda, una popa redondeada y una cubierta espaciosa. Construido en madera de árboles autóctonos como pino, almendro y algarrobo, el falucho tiene raíces en la Edad Media y su nombre se inspira en el laúd, un instrumento de cuerda.
Con una longitud promedio de ocho metros, tres mástiles y una velocidad de hasta siete nudos, su vela latina le da una similitud con las falúas egipcias del Nilo. Tradicionalmente, era tripulado por equipos de cinco a nueve hombres en faluchos abiertos o cubiertos de menos de diez metros. Estas embarcaciones combinaban la vela latina con remos para aprovechar el viento y la fuerza de los remeros, ya sea para pescar o escapar de condiciones climáticas adversas.

## Historia

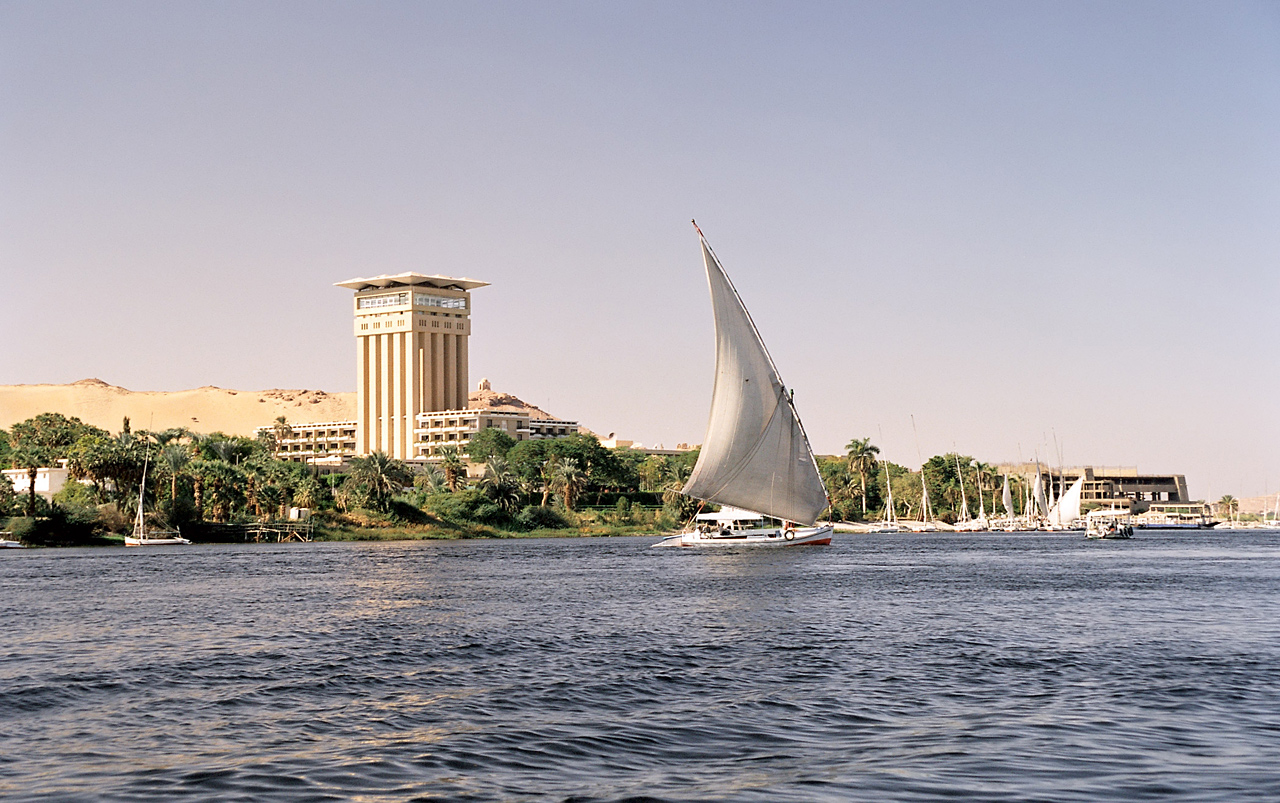
Falucho surcando el Nilo cerca de la isla Elefantina de Asuán, Egipto.

Su uso se generalizó en muchas regiones del Cercano Oriente y África del Norte; por su naturaleza son especialmente adecuadas para la navegación de cabotaje (cerca de la costa) o ríos del interior y, de hecho, se han utilizado faluchos profusamente en el mar Rojo y el río Nilo.
Actualmente han quedado obsoletas y, con fines comerciales, suelen ser sustituidas por las más modernas lanchas de motor, pero aún se siguen utilizando en algunas circunstancias, por ejemplo, para su uso turístico en lugares como Asuán y Luxor, en Egipto.
Este tipo de barco se utilizó tradicionalmente en Sicilia, incluso actualmente, para la pesca de pez espada en el estrecho de Mesina.
En la marina de guerra los faluchos estaban destinados al servicio de guardacostas y se llamaban de primera clase los que tenían una dotación superior a sesenta hombres, y de segunda los de menor número.

### Chile
En Chile fueron especialmente conocidos los faluchos maulinos, construidos en los astilleros de Constitución en la Región del Maule. Hasta el año 1990, cuando se construyó la última embarcación, los faluchos de Constitución, manejados por los llamados guanayes, realizaron tareas de cabotaje hasta los puertos del norte (Arica) y Perú. Eran embarcaciones sin cubierta, con un trinquete y una mesana.

### Ibiza (Islas Baleares, España)
El falucho, conocido como llaüt en Ibiza y Formentera, ha sido un elemento esencial de la cultura marítima de estas islas durante siglos. Inicialmente empleado por los pescadores locales, estos barcos eran ideales para navegar las aguas del Mediterráneo y capturar una gran cantidad de peces. La forma y el diseño del falucho se ajustaban a las necesidades de los pescadores, permitiéndoles maniobrar con facilidad y eficacia. Falucho (llaüt o llagut) en Ibiza.
Con el tiempo, el falucho también se transformó en una embarcación de transporte utilizada para llevar mercancías y productos a lo largo de la costa de Ibiza. Su capacidad de carga y su resistencia a las condiciones marítimas adversas lo hicieron una opción popular entre los comerciantes locales. Incluso hoy en día, algunos faluchos se utilizan para transportar mercancías y suministros a las islas cercanas.

## Descripción
Los faluchos de mayor desplazamiento aparejan además de dicha vela, una mesana vertical detrás del botalón para el foque. El máximo desplazamiento que suelen tener es de unas 100 toneladas.
Los faluchos de pesca son más pequeños y no llevan mesana.
La parte característica de su casco es el codaste, que tiene cierta inclinación hacia proa.

## Partes

### En vela
- Batidor (Nervio): es una cuerdecita que llevan las velas desde la pena al puño de escota, adentro de una jareta hecha en la misma lona, a modo de relinga.
- Rizo grande (Tercerol):
- Rizo chico:

### En arboladura
- Amante de guindar:
- Aparejo de cabeza:
- Caza-escota: es una botavara corta en que caza la mesana.
- Mena: es la troza (cuerda forrada de cuero y su aparejuelo) con que se une la entena al palo. Hace la función de un cojinete moderno.

### En obra muerta
- Aleta (Culo de mona): es un cierto pedazo de obra muerta que sale de la parte superior de la popa, que sirve para llevar en este sitio varias cosas de poco peso. Hace que el falucho parezca de mayor eslora (mayor largo). Entre constructores se llama culo de mona.
- Campechana: es un enjaretado que lleva en popa por la parte de afuera, que sirve para que los marineros puedan maniobrar la mesana con más facilidad.
- Falcafort:
- Fosa: es una abertura practicada en el centro de la cubierta de los faluchos armados, dentro de la cual se pone una cureña con su cañón sobre corredera para hacer fuego por una porta abierta para ello en la roda.

### En casco
- Carenote (Coston, Escúa): es cualquiera de los dos tablones paralelos a uno y otro lado de la quilla y clavados de canto en el pantoque que sirven para que el falucho se apoye sobre ellos y se mantenga derecho cuando se vara en tierra. Los faluchos que tienen carenote se denominan Embarcaciones de tres quillas. (fr. Drague; ing. Skid).
- Escalamotada: es el pedazo de costado que sobresale de la cubierta. Viene a ser como la falca de los faluchos.

## Competiciones

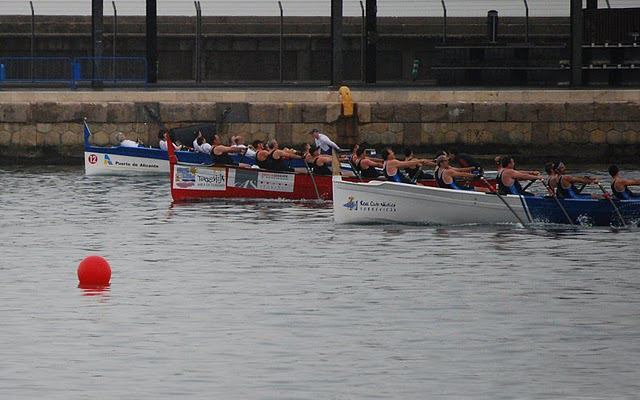
Regata de faluchos en el Puerto de Alicante.

Se disputan competiciones entre faluchos de ocho remeros y un timonel en el Levante español. Miden aproximadamente ocho metros de proa a popa y pesan unos 370 kg, llegando a pesar también alrededor de 500 kg. El primer remero de babor (marca) y el último de estribor (proel) son los únicos que van sin nadie al lado, es decir, van solos. Las posiciones son:
1.º Marca,1.º Contramarca - 2.º Babor, 2.º Estribor - 3.º Babor, 3.º Estribor - 4.º Babor, 4.º Proel.
La función del marca es llevar el ritmo del falucho y la del contramarca es la de seguirle y al mismo tiempo que su banda (estribor) le siga a él. El remo del marca suele ser el más corto, y el del proel el más largo, facilitando así la ciaboga.
A partir de los juveniles (17-18 años) la distancia de recorrido en competición es mayor pasando a ser 2000 m, con tres viradas. También hay travesía, que consiste en remar desde un punto a otro muy lejano, que suelen durar más de 35 minutos. En banco móvil hay mucha técnica porque se utilizan piernas, espalda y brazos en ese mismo orden. En la posición de ataque, la posición inicial, los pies se apoyan sobre una pedalina o sobre una barra (depende del falucho) y se ponen a una distancia en la que las piernas estén un poco plegadas, y apoyando la yema del pie en la pedalina para poder hacer más fuerza cuando las estiras. Después de estirar las piernas, hay que impulsar el tronco hacia atrás y una vez "tumbado" es cuando se hace fuerza en los brazos llevándolos a la boca del estómago. Cuando toca subir a la posición de ataque, el orden es al contrario: primero salen brazos, después subes el tronco y pliegas las piernas.
Esto hace que sea un deporte con mucha coordinación y que sea el segundo deporte por detrás de la natación que más músculos trabaja, por lo que es necesario que los remeros tengan mucha fuerza y resistencia.